# Isaure Medde
Isaure Medde (20 de julio de 2000) es una deportista francesa que compite en ciclismo de montaña en la disciplina de campo a través. Ganó tres medallas en el Campeonato Mundial de Ciclismo por Eliminación entre los años 2019 y 2025.

## Medallero internacional
| Campeonato Mundial | Campeonato Mundial | Campeonato Mundial | Campeonato Mundial |
| Año                | Lugar              | Medalla            | Competición        |
| ------------------ | ------------------ | ------------------ | ------------------ |
| 2019               | Waregem (Bélgica)  | Medalla de plata   | Eliminación        |
| 2020               | Lovaina (Bélgica)  | Medalla de oro     | Eliminación        |
| 2025               | Sakarya (Turquía)  | Medalla de plata   | Eliminación        |